# حسن نظری
حسن نظری یکی از خوزستانی‌های فوتبال ایران و بازیکن سابق باشگاه تاج تهران و تیم ملی فوتبال ایران در جام جهانی ۱۹۷۸ آرژانتین می‌باشد. او فوتبال را در آبادان آغاز کرد و سپس به تیم تاج تهران راه یافت، پس از آن در ۱۹ سالگی به تیم ملی ایران دعوت شد و در بازی‌های جام جهانی ۱۹۷۸ بازی کرد. حسن نظری سابقه بازی در تیم فوتبال الاهلی دبی و تعدادی از تیم‌های ایالات متحده آمریکا را نیز در پرونده خود دارد. وی هم‌اکنون مربی، بنیان‌گذار و مدیر یکی از موفق‌ترین باشگاه‌های بزرگ نوجوانان آمریکا در شهر دالاس تگزاس فعالیت می‌کند. او از طرف فدراسیون فوتبال آمریکا هر سال به کلاس‌های آموزشی در کشورهای مختلف فرستاده می‌شود و دوره‌های مختلفی را در آژاکس هلند، منچستریونایتد انگلستان، میلان ایتالیا، بایرن مونیخ آلمان و سائوپولو برزیل تجربه کرده‌است.